# 広島研磨工業
広島研磨工業株式会社（ひろしまけんまこうぎょう）は、鬼北町に本社を置く砥石メーカー。
1957年5月22日に設立され、オフセット砥石と切断砥石を主力製品としていた。当時、オフセット砥石の製造を試みていた日本陶器（現・ノリタケカンパニーリミテド）が1959年に資本参加し、同社から委託されてノリタケブランドでレジノイド砥石の生産を始めた。なお、砥石にはレジノイドとビトリファイドの２種類があり、ビトリファイドはノリタケグループの東京砥石が後に製造を開始している。
高い技術を持っていた広島研磨工業は業績を拡大し、1970年には愛媛県北宇和郡広見町（現・鬼北町）に広見工場を建設した。この工場の自動化生産ラインの設備には、国内の機械メーカーと共同開発した独自の製品が使われた。1991年にはハンドグラインダー用の小型砥石の自動成型機を開発するなど、生産技術を高めつつ現在に至る。